# Delta Air Transport
Delta Air Transport, ook bekend als DAT, opgericht in 1967 door Frans Van den Bergh, een vastgoedmakelaar in het Antwerpse samen met Bruggeling Alfred Ramon eveneens vastgoedmakelaar en projectontwikkelaar vooral in Frankrijk en Spanje, was een Belgische luchtvaartmaatschappij met de bedoeling onder meer Zuid-Frankrijk met Antwerpen te verbinden. De maatschappij werd later een dochtermaatschappij van Sabena.
De maatschappij voerde voornamelijk regionale vluchten uit vanaf de luchthaven van Deurne, en later vanaf Zaventem.
DAT vloog aanvankelijk vanaf Antwerpen-Deurne met DC-3 en later Convair 440 op de route Antwerpen-Amsterdam en chartervluchten met DC-6. Later werden die vervangen door Fokker-Fairchild FH-227 Friendship. Na de overname van DAT door de Sabena vloog DAT met de Fokker F-28 4000, Fokker F27 ‘Friendship’, AVRO RJ-100, en met de AVRO RJ-85.
Op de romp van deze vliegtuigen stond 'DAT - Belgian Regional Airlines'.
Na het faillissement van Sabena in 2001 werd de winstgevende dochteronderneming DAT in 2002 overgenomen door SN Airholding. SN Airholding was een door Étienne Davignon en Maurice Lippens nieuw opgerichte holding die als doel had een nieuwe Belgische luchtvaartmaatschappij op te zetten. De naam Delta Air Transport werd al snel vervangen door SN Brussels Airlines. De nieuwe naam bevat een sterke verwijzing naar Sabena door de opname van de IATA code van Sabena in de naam.
De nieuwe maatschappij nam dan de 12 Avro RJ-100 vliegtuigen, 14 Avro RJ-85 en 6 British Aerospace BAe 146-200 toestellen over. Deze werden herschilderd in de nieuwe kleuren van SN Brussels Airlines.
In 2007 werd SN Brussels Airlines dan Brussels Airlines, een fusie tussen SN Brussels Airlines en Virgin Express. De vloot werd met de jaren ook uitgebreid: zo kwamen er 7 Airbussen bij (4X A330 + 3X A319). De maatschappij bleef tot 1 juni 2008 juridisch nog wel altijd bekend als Delta Air Transport NV.